# Tula de Allende
Tula de Allende – miasto w Meksyku, w stanie Hidalgo.